# Torre Colombera (Legnano)
La Torre Colombera è un edificio storico di Legnano. È l'unica costruzione giunta sino a noi della Legnano quattrocentesca.

## Storia
È inglobata in una corte lombarda che sorge tra corso Garibaldi e via Del Gigante, nei pressi della chiesa di San Domenico. Conosciuta anche come "La Colombera", deve il suo nome ad uno degli impieghi che nel passato erano spesso svolti in strutture simili, vale a dire l'allevamento dei colombi.
La Torre Colombera venne edificata a metà del XV secolo come casa di caccia della famiglia nobiliare dei Lampugnani. L'edificio, di forma torreggiante, è strutturato in due piani. Nel 1934 Guido Sutermeister si accorse che le pareti interne dell'edificio erano un tempo abbellite da affreschi, che erano però quasi del tutto scomparsi già all'epoca. I due locali al piano superiore erano infatti decorati, rispettivamente, da raffigurazioni collegate alla storia romana ed alla vita contadina. Il piano terra era invece ornato da affreschi riproducenti gli stemmi di alcune famiglie nobiliari dell'epoca (Lampugnani, Sesti, Visconti, Annoni, Porro e Arconti). Questi emblemi araldici erano poi inseriti all'interno di motivi decorativi. Tali affreschi furono probabilmente dipinti da Gian Giacomo Lampugnani.
I resti di queste pitture vennero in un primo momento staccati dalla pareti, per poi essere ricollocati nella Torre Colombera nei punti originari insieme a degli affreschi che provenivano da alcuni palazzi rinascimentali legnanesi e che furono salvati da Guido Sutermeister. Gli edifici nobiliari da cui provenivano queste pitture furono infatti demoliti tra gli anni trenta e gli anni settanta del XX secolo. Gli affreschi, che vennero dipinti in periodo compreso tra il XV ed il XVII secolo, furono collocati nella Torre Colombera nel 1990, cioè dopo la ristrutturazione dell'edificio. Per quanto concerne invece i palazzi rinascimentali, la Legnano del XV secolo era caratterizzata dalla presenza di molte famiglie nobiliari, come i Lampugnani, i Vismara ed i Corio, i quali eressero diverse dimore gentilizie che si affiancarono alle residenze nobiliari già esistenti, come il castello di Legnano e palazzo Leone da Perego. L'epoca d'oro di questi palazzi terminò nel XVII secolo con il declino dell'importanza strategica di Legnano, che si trasformò infatti in un semplice centro agricolo. Con il passare del tempo queste ville cambiarono di proprietà e diventarono infine le residenze di contadini, i quali non si curarono di conservare gli ambienti di pregio cagionando quindi la decadenza degli edifici stessi e, di conseguenza, anche il deterioramento delle pitture.